# Charles-François de Trinquelague
Charles-François de Trinquelague-Dions est un homme politique français né le 29 décembre 1747 à Nîmes (Gard) et mort le 21 août 1837 à Montpellier (Hérault).

## Biographie

### Ancien régime
Avocat au Parlement de Toulouse, Charles-François de Trinquelague succède en 1781 à son père en tant que syndic d'Uzès.
Lors de la seconde réunion de l'Assemblée des notables, il se distingue suffisamment pour que son père reçoive des lettres de noblesse qui ne purent être enregistrées, la Révolution survenant.

### Révolution et Empire
Exerçant plusieurs fonctions, Charles-François de Trinquelague soutient, dans ses débuts, la Révolution : dès 1776, il publie un Éloge de Fléchier où il flétrit le "fanatisme".
Il doit se cacher durant la Terreur et reprend à la suite sa profession d'avocat.
Sous l'Empire, qu'il soutient comme ayant mis fin à l'anarchie et rétabli la religion, tout en restant partisan des Bourbon, il devint avocat général à Nîmes et, en 1812, est nommé comme candidat à la Corps législatif, sans succès,.

### Restauration
Élu député au sein de la Chambre introuvable, Charles-François de Trinquelague fait partie de la commission sur le rétablissement des cours prévôtales, et demande, à la suite de Grenédan, le rétablissement de la pendaison en tant que méthode de répression prompte, rapide et facile à employer,,.
Il demande que la loi d'amnistie s'applique aussi aux infractions commises envers les particuliers afin d'assurer l'impunité envers les verdets du Midi ayant agi au cours de la Terreur blanche.
Il s'exprime en faveur de l'abolition du divorce, liant son autorisation aux massacres de Septembre, la loi l'autorisant ayant été votée 12 jours après les meurtres.
Il défend l'abolition de l’impôt sur les huiles et participe à la discussion sur la loi sur le recrutement militaire. Il demande que chaque 21 janvier soit jour de deuil national en souvenir de l'exécution de Louis XVI, et qu'une statue de lui soit établie, aux frais de la nation, sur une place de Paris.

### Famille
Charles-François de Trinquelague a une fille, Charlotte, née en 1816, qui se marie avec son cousin Gabriel de Trinquelague, qui relève son titre en 1860.

## Fonctions

### Mandats électifs
- Syndic d'Uzès (1781)
- Maire d'Uzès (1790-1791)
- Président du district d'Uzès
- Député du Gard (1815-1823)

### Associations
En 1801, il est élu au Lycée du Gard.

### Fonctions gouvernementales
- Sous-secrétaire d'État à la Justice (1816)

### Autres fonctions
- Premier avocat général à la Cour de Nîmes
- Procureur général à la Cour royale de Pau (1816)
- Conseiller d'État en service extraordinaire (1816)
- Conseiller à la Cour de cassation (1818)
- Premier président de la Cour de Montpellier

## Titre
- Lettres de noblesse accordées par Louis XVIII en 1816
- Baron héréditaire accordé par Charles X en 1830